# Daniela Sýkorová
Daniela Sýkorová (10. května 1941 v Praze) je česká fotografka a fotožurnalistka.

## Životopis
Po maturitě nastoupila v roce 1963 do redakce časopisu Vlasta, kde se stala kolegyní Aleny Šourkové. Podobně jako řada jejích současníků, byla ovlivněna Steichenovou výstavou Lidská rodina. V roce 1969 odešla z redakce Vlasty na mateřskou dovolenou. Vrátila se sem v osmdesátých letech, kdy například do redakce v roce 1988 přijala začínajícího fotografa Jana Šibíka. V devadesátých letech odešla z redakce podruhé a pracovala jako volná fotografka pro různé noviny a časopisy (například Hospodářské noviny).
Byla členkou Českého fondu výtvarných umění a Klubu fotoreportérů Českého svazu novinářů.

## Dílo
Její reportáže se věnují mnoha tématům, například:
- lidové zvyky a slavnosti
- taneční zábavy v Čechách
- cikánské osady na východním Slovensku
- prostředí cirkusu a cirkusových akrobatů
- žítkovské bohyně
- věznice Leopoldov

## Výstavy

### Samostatné výstavy
- 1986 Daniela Sýkorová, Výstavní síň Fotochema, Praha
- 2016 Daniela Sýkorová: Čechy krásné, Čechy mé, Presscentrum Syndikátu novinářů, Praha[1]

### Účast na skupinových výstavách
- 1972 Ženy s kamerou, Staroměstská radnice, Praha
- 1979 Výtvarní umělci dětem, Praha, Praha
- 1984 Česká výtvarná fotografie: Oborová výstava, Praha
- 1986 Umění pro mír: Výstava grafiky, kreseb, plakátů, poštovních známek, fotografií, plastik, konaná u příležitosti mezinárodního roku míru pod záštitou československého mírového výboru, Galerie d, Praha
- 1989 Co je fotografie / What is Photography: 150 let fotografie / 150 Years of Photography, Praha 1989, Mánes
- 1989 Československá fotografie 1945-1989, Valdštejnská jízdárna, Praha
- 2001 Fotografie jako umění v Československu 1959 - 1968, Místodržitelský palác, Brno
- 2008 Praga da una primavera all´altra 1968 - 1969, Palazzo delle Esposizioni, Řím
- 2009 Jan Palach: 16. - 25. 1. 1969, Galerie Ambit, Praha
- 2009 Praga da una primavera all´altra 1968 - 1969, Chiesa di San Francesco, Udine